# Mosannona vasquezii
Mosannona vasquezii är en kirimojaväxtart som beskrevs av Laurentius 'Lars' Willem Chatrou. Mosannona vasquezii ingår i släktet Mosannona och familjen kirimojaväxter. Inga underarter finns listade i Catalogue of Life.